# باقرآباد (هرند)
باقرآباد (هرند)، روستایی از توابع بخش مرکزی شهرستان هرند در استان اصفهان ایران است.

## جمعیت
این روستا در دهستان هاشم‌آباد قرار دارد و براساس سرشماری مرکز آمار ایران در سال ۱۳۸۵، جمعیت آن ۴۰۸ نفر (۱۰۱خانوار) بوده‌است.